# Identification
Identification är Benjamin Ingrossos debutalbum och släpptes den 28 september 2018, 3 år efter att Ingrosso debuterade som artist och låtskrivare. Februari 2019 kom en deluxe edition av plattan med tre nya låtar varav två var på engelska. "1989", "Fancy" och så "Tror du att han bryr sig" som Ingrosso släppte i maj 2018 tillsammans med kollegan och vännen Felix Sandman. 
Identification har 15 spår inklusive deluxeversionen. Låtarna handlar överlag om Ingrossos breakup från influencern Linnea Widmark men det finns även låtar som handlar om honom själv. "Spotlights" handlar om hans familj och att kämpa mot förutfattade meningar. "No Sleep" handlar om själva musikindustrin och att försöka nå sin dröm. "Happiness" är även ett röstmemo och handlar om att påminna sig själv om att framgång inte är lika med lycka. Ingrosso berättade på instagram om att hans inspirationer till denna platta var bland annat Hall and Oates, Ted Gärdestad, Bee Gees, Michael Jackson och Johnny Hates Jazz. Även filmer som Saturday Night Fever, Interstellar och Cinema Paradiso

## Låtlista
1. "Behave" - 3:20
2. "I Wouldn't Know" - 2:58
3. I'll Be Fine Somehow - 3:03
4. "So Good So Fine When You Messing With My Mind" - 2:58
5. "Spotlights" - 2:35
6. "No Sleep" - 2:56
7. "Love Songs" - 3:15
8. "Good Intentions" - 3:27
9. "All I See Is You" - 2:30
10. "If This Bed Could Talk" - 4:10
11. "Dance You Off" - 3:03
12. "Happiness" - 1:54

### Deluxeversionen av Identification
13. "Tror du att han bryr sig" feat Felix Sandman - 2:53
14. "1989" - 3:07
15- "Fancy" - 3:16